# Kørsel (datalogi)
Indenfor datalogi er kørsel (engelsk execution eller run) processen med hvilken en computer eller virtuel maskine læser og handler på et computerprograms instruktioner. Kørsel kaldes også afvikling, udførsel og eksekvering.
Hver instruktion i et program er en beskrivelse af en partikulær handling som skal udføres, for at et specifikt problem kan løses. Kørsel omfatter en gentagen 'hent-dekod-udfør' (engelsk 'fetch–decode–execute') cyklus for hver instruktion.